# Dyskografia Natalii Nykiel
Dyskografia polskiej piosenkarki Natalii Nykiel obejmuje trzy albumy studyjne, trzy minialbumy, jeden album koncertowy, trzydzieści cztery single (w tym sześć nagrane z gościnnym udziałem), pięć singli promocyjnych i dwadzieścia sześć teledysków (w tym jeden tzw. „vertical video”, jeden tzw. „visualizer video” i dwa z gościnnym udziałem). Artykuł zawiera informacje o datach premiery, wytwórniach muzycznych, nośnikach, pozycjach na listach przebojów, sprzedaży i certyfikatach Związku Producentów Audio-Video.

## Albumy studyjne
| Rok                                                     | Dane dot. albumu | Najwyższa pozycja na liście | Certyfikat         | Sprzedaż       |
| Rok                                                     | Dane dot. albumu | POL                         | Certyfikat         | Sprzedaż       |
| ------------------------------------------------------- | --- | --------------------------- | ------------------ | -------------- |
| 2014                                                    | Lupus Electro - Wydany: 23 września 2014 - Wytwórnia: Universal Music Polska - Format: CD, digital download, streaming, winyl, box set | –                           | - POL: złota płyta | - POL: 15 000+ |
| 2017                                                    | Discordia - Wydany: 20 października 2017 - Wytwórnia: Universal Music Polska - Format: CD, digital download, streaming, winyl          | 12                          |                    |                |
| 2022                                                    | Regnum - Wydany: 18 lutego 2022 - Wytwórnia: Universal Music Polska - Format: CD, digital download, streaming                          | 17                          |                    |                |
| „–” oznacza, że album nie był notowany na danej liście. | |                             |                    |                |

## Minialbumy
| Rok                                                     | Dane dot. albumu                                                                                                | Najwyższa pozycja na liście |
| Rok                                                     | Dane dot. albumu                                                                                                | POL                         |
| ------------------------------------------------------- | --- | --------------------------- |
| 2014                                                    | Lupus EP - Wydany: 6 sierpnia 2014 - Wytwórnia: Universal Music Polska - Format: digital download, streaming    | –                           |
| 2019                                                    | Origo - Wydany: 15 listopada 2019 - Wytwórnia: Universal Music Polska - Format: CD, digital download, streaming | 12                          |
| 2024                                                    | Atom - Wydany: 4 września 2024 - Wytwórnia: Off the Record - Format: digital download, streaming                | –                           |
| „–” oznacza, że album nie był notowany na danej liście. | |                             |

## Albumy koncertowe
| Rok  | Dane dot. albumu                                                                                           |
| ---- | --- |
| 2016 | Lupus Electro Error Tour - Wydany: 25 listopada 2016 - Wytwórnia: Universal Music Polska - Format: CD, DVD |

## Single

### Jako główna artystka
| Rok | Tytuł                       | Najwyższe pozycje na listach | Najwyższe pozycje na listach | Najwyższe pozycje na listach | Certyfikat                | Sprzedaż        | Album                                    |
| Rok | Tytuł                       | POL (airplay)                | POL (airplay nowości)        | POL (airplay TV)             | Certyfikat                | Sprzedaż        | Album                                    |
| --- | --------------------------- | ---------------------------- | ---------------------------- | ---------------------------- | ------------------------- | --------------- | ---------------------------------------- |
| 2014 | „Wilk”                      | –                            | –                            | –                            |                           |                 | Lupus Electro (+ reedycja)               |
| 2015 | „Bądź duży”                 | 7                            | 1                            | 3                            | - POL: diamentowa płyta   | - POL: 100 000+ | Lupus Electro (+ reedycja)               |
| 2015 | „Ekrany”                    | –                            | –                            | –                            |                           |                 | Lupus Electro (+ reedycja)               |
| 2016 | „Error”                     | 1                            | 1                            | –                            | - POL: diamentowa płyta   | - POL: 100 000+ | Lupus Electro Error Tour                 |
| 2016 | „Pół kroku stąd”            | –                            | –                            | –                            | - POL: 2× platynowa płyta | - POL: 40 000+  | Vaiana: Skarb oceanu (ścieżka dźwiękowa) |
| 2016 | „Pół dziewczyna”            | –                            | –                            | –                            |                           |                 | Lupus Electro                            |
| 2017 | „Spokój”                    | 10                           | –                            | –                            | - POL: platynowa płyta    | - POL: 20 000+  | Discordia                                |
| 2017 | „Total błękit”              | –                            | –                            | –                            |                           |                 | Discordia                                |
| 2018 | „Kokosanki”                 | –                            | –                            | –                            |                           |                 | Discordia                                |
| 2018 | „Łuny”                      | –                            | –                            | –                            |                           |                 | –                                        |
| 2018 | „Jak żądło”                 | –                            | –                            | –                            |                           |                 | T.Cover                                  |
| 2019 | „Volcano”                   | –                            | –                            | –                            |                           |                 | Origo                                    |
| 2020 | „Atlantyk”                  | –                            | –                            | –                            |                           |                 | Regnum                                   |
| 2021 | „P.R.I.D.E.”                | –                            | –                            | –                            |                           |                 | Regnum                                   |
| 2021 | „Królestwo”                 | –                            | –                            | –                            |                           |                 | Regnum                                   |
| 2021 | „Epoka X”                   | –                            | –                            | –                            |                           |                 | Regnum                                   |
| 2022 | „Pętla”                     | –                            | –                            | –                            |                           |                 | Regnum                                   |
| 2022 | „Niech płonie”              | –                            | –                            | –                            |                           |                 | Regnum                                   |
| 2022 | „O sobie” (oraz Palm Money) | –                            | –                            | –                            |                           |                 | –                                        |
| 2023 | „Bye Bye”                   | –                            | X                            | X                            |                           |                 | Atom                                     |
| 2023 | „Delta”                     | –                            | X                            | X                            |                           |                 | –                                        |
| 2023 | „Do It Again”               | –                            | X                            | X                            |                           |                 | Atom                                     |
| 2024 | „Demony”                    | –                            | X                            | X                            |                           |                 | –                                        |
| 2024 | „Daylight”                  | –                            | X                            | X                            |                           |                 | Atom                                     |
| 2024 | „Spaceman”                  | –                            | X                            | X                            |                           |                 | –                                        |
| 2025 | „Telephone” (oraz Skytech)  | –                            | X                            | X                            |                           |                 | –                                        |
| 2025 | „Brzask”                    | –                            | X                            | X                            |                           |                 | –                                        |
| 2025 | „Gramy na czas”             | –                            | X                            | X                            |                           |                 | –                                        |
| „–” oznacza, że singel nie był notowany na danej liście. „X” oznacza, że lista nie istniała w danym okresie. |                             |                              |                              |                              |                           |                 |                                          |

### Z gościnnym udziałem
| Rok | Tytuł                                                         | Najwyższe pozycje na listach | Najwyższe pozycje na listach | Album                         |
| Rok | Tytuł                                                         | POL (airplay)                | POL (airplay nowości)        | Album                         |
| --- | ------------------------------------------------------------- | ---------------------------- | ---------------------------- | ----------------------------- |
| 2015 | „Obiecuję Ci” (Buka, Rahim, gościnnie: Natalia Nykiel)        | 39                           | 4                            | Optymistycznie                |
| 2016 | „Mapy” (Flirtini, gościnnie: Natalia Nykiel)                  | –                            | –                            | Heartbreaks & Promises vol. 3 |
| 2021 | „Fallin” (Bloo Crane, gościnnie: Natalia Nykiel)              | –                            | –                            | Bloo Feelings                 |
| 2021 | „Ciepły front” (Marcin Maciejczak, gościnnie: Natalia Nykiel) | –                            | –                            | Tamte dni                     |
| 2023 | „Muzyka kosmosu” (Robert Cichy, gościnnie: Natalia Nykiel)    | –                            | X                            | Planeta muzyka                |
| 2024 | „Rozbrat” (Robert Cichy, gościnnie: Natalia Nykiel)           | –                            | X                            | Spacer po Warszawie           |
| „–” oznacza, że singel nie był notowany na danej liście. „X” oznacza, że lista nie istniała w danym okresie. |                                                               |                              |                              |                               |

### Single promocyjne
| Rok  | Tytuł                      | Album  |
| ---- | -------------------------- | ------ |
| 2015 | „Ground Level” (oraz Auer) | –      |
| 2020 | „Ocean”                    | Regnum |
| 2021 | „Taka jak ty”              | Regnum |
| 2023 | „Świąteczny hit”           | –      |
| 2024 | „Fair Enough”              | Atom   |

### Inne
| Rok  | Album                                        | Uwagi                                                                           | Źródło        |
| ---- | -------------------------------------------- | ------------------------------------------------------------------------------- | ------------- |
| 2013 | Różni wykonawcy – The Voice of Poland 2      | śpiew w utworze „Yesterday” (cover) śpiew w utworze „Trouble” (cover)           | [ 15 ]        |
| 2015 | Buka, Rahim – Optymistycznie                 | gościnnie śpiew w utworze „Obiecuję Ci”                                         | [ 16 ]        |
| 2016 | Pawbeats – Pawbeats Orchestra                | gościnnie śpiew w utworze „Sign”                                                | [ 17 ]        |
| 2016 | Flirtini – Heartbreaks & Promises vol. 3     | gościnnie śpiew w utworze „Mapy”                                                | [ 14 ]        |
| 2016 | Różni wykonawcy – French Touch La Belle Vie! | śpiew w utworze „Papaoutai” (cover)                                             | [ 18 ]        |
| 2016 | Vaiana: Skarb oceanu (ścieżka dźwiękowa)     | śpiew w utworze „Pół kroku stąd”                                                | [ 19 ]        |
| 2017 | Dick4Dick – Dick4Dick Is a Woo!Man           | gościnnie śpiew w utworze „First Moon Landing”                                  | [ 20 ]        |
| 2018 | Różni wykonawcy – Albo inaczej 2             | śpiew w utworze „Mogę wszystko” (cover) śpiew w utworze „Chwile ulotne” (cover) | [ 21 ] [ 22 ] |
| 2018 | T.Love – T.Cover                             | śpiew w utworze „Jak żądło” (cover)                                             | [ 23 ]        |
| 2020 | Miuosh – Powroty                             | gościnnie śpiew w utworze „Diamentova”                                          | [ 24 ]        |
| 2021 | Bloo Crane – Bloo Feelings                   | gościnnie śpiew w utworze „Fallin”                                              | [ 25 ]        |
| 2021 | Marcin Maciejczak – Tamte dni                | gościnnie śpiew w utworze „Ciepły front”                                        | [ 26 ]        |
| 2023 | Różni wykonawcy – Planeta muzyka             | śpiew w utworze „Muzyka kosmosu”                                                | [ 27 ]        |
| 2024 | Różni wykonawcy – Spacer po Warszawie        | śpiew w utworze „Rozbrat”                                                       | [ 28 ]        |
| 2024 | Różni wykonawcy – Lipcowe’45                 | śpiew w utworze „W kuchni”                                                      | [ 29 ]        |

## Teledyski
| Rok       | Tytuł                         | Reżyseria | Źródło |
| --------- | ----------------------------- | --- | ------ |
| 2014      | „Wilk”                        | Martyna Iwańska | [ 30 ] |
| 2015      | „Bądź duży”                   | Daniel Jaroszek | [ 31 ] |
| 2015      | „Ground Level”                | Natasza Kotarska i Sebastian Kurdelski | [ 32 ] |
| 2016      | „Error”                       | Florian Malak | [ 33 ] |
| 2016      | „Pół dziewczyna”              | Katarzyna Kijek i Przemysław Adamski | [ 34 ] |
| 2017      | „Spokój”                      | Krzysztof Grudziński | [ 35 ] |
| 2017      | „Total błękit”                | Łukasz Zabłocki | [ 36 ] |
| 2018      | „Kokosanki”                   | Łukasz Zabłocki | [ 37 ] |
| 2018      | „Łuny”                        | Łukasz Zabłocki | [ 38 ] |
| 2019      | „Quya”                        | Ada Zielińska | [ 39 ] |
| 2019      | „Volcano”                     | Ada Zielińska | [ 40 ] |
| 2019      | „Wanna Go Back”               | Ada Zielińska | [ 41 ] |
| 2019      | „I’m Not for You”             | Ada Zielińska | [ 42 ] |
| 2020      | „Volcano”                     | Tadeusz Śliwa | [ 43 ] |
| 2021      | „P.R.I.D.E.”                  | Łukasz Zabłocki | [ 44 ] |
| 2021      | „Królestwo”                   | Łukasz Zabłocki | [ 45 ] |
| 2023      | „Bye Bye”                     | Ivan Bambalin | [ 46 ] |
| 2023      | „Delta”                       | – | [ 47 ] |
| 2023      | „Do It Again”                 | Małgorzata Pawińska | [ 48 ] |
| 2024      | „Demony”                      | Mieszko Chomka | [ 49 ] |
| 2025      | „Telephone”                   | – | [ 50 ] |
| 2025      | „Brzask”                      | Przemysław Ciężkowski, Jaga Black, Katarzyna Wenta, Joanna Słowik, Justyna Maciąg, Maja Cichecka, Adrianna Wojtkowiak, Marcin Polak, Dorian Kuźniewski, Monika Bojsan i Marta Smogorzewska | [ 51 ] |
| Inne      |                               | |        |
| 2018      | „Łuny” (vertical video)       | Zuza Słomińska | [ 52 ] |
| 2024      | „Daylight” (visualizer video) | – | [ 53 ] |
| Gościnnie |                               | |        |
| 2015      | „Obiecuję Ci”                 | Grzegorz Lipiec | [ 54 ] |
| 2021      | „Fallin”                      | Tomasz Kuczma | [ 55 ] |